# Aleksejs Anufrijevs
Aleksejs Anufrijevs (Riga, 15 gennaio 1912 – aprile 1945) è stato un cestista lettone.

## Carriera
È stato convocato dalla Lituania per i Giochi olimpici di Berlino 1936, e gli Europei del 1935 e del 1937. Nel 1935 ha vinto la medaglia d'oro.